# Eidsborg
Eidsborg (udtales Ess'pår) er en fjeld- og skovsbygd seks kilometer ad vejen nordfra Tokke kommunes hovedby Dalen. Rigsvej 45 forbinder Eidsborg med Europavej E134, mod øst.
Eidsborg stavkirke er en bevaret tømmerkonstruktion fra sidste halvdel af 1200-tallet. I Eidsborg ligger frilandsmuseet Vest-Telemark Museum, blandt andet med det ældste profane tømmerkonstruerede byggeri i Norge; Stålekleivloftet, et bjælkehus dateret dendrokronologisk til omkring 1170.
I fjeldet omkring Eidsborg har der været taget hvæssesten siden 700-tallet og til 1970'erne. Transporten gik over Dalen mod kysten ved Telemarksvassdraget, og med skib videre mod den danske kyst og længere sydpå. 17 af de 117 hvæssesten der blev fundet i Ribe stammer herfra, og der er også fundet en ladning hvæssesten i en forlist knarr, fra omkring år 1000; Klåstadskibet.
Stavkirken og stenbruddene - hvor råmaterialet til hvæssestenene ligger som skifer - fungerer i dag som turistmål.

## Byens navn
Den norrøne form var Eiðsborg. Forleddet tolkes som genitiv af eið, altså en ed, som i forståelsen her er noget der binder folk sammen, en fælles aftale. Da der ikke kendes nogen borg fra Eidsborg må sidste led nok sees som berg, bjerg.

## Eidsborg stavkirke
Kirken er dateret på baggrund af de stilistiske træk, til slutningen af 1200-tallet. Kirken er enskibet, og der kendes restaureringer fra hhv. 1826 og 1849-1850, hvor koret ved begge lejligheder er blevet udbygget. Et ældre kor blev revet ned i 1826. Ved udvidelsen af koret blev kirkens svalegang mod øst også fornyet.
Indvendigt findes vægdekorationer fra 1600-tallet, udført med limfarve og restaureret 1929 af Domenico Erdmann. Endvidere er der to ældre paneler, der stammer fra middelalderen, men oprindeligt hørte til Lårdal stavkirke. Portalen viser spor efter dekoration.
Kirken er i anvendelse som menighedskirke.

## Eksterne links
- Fotos af stavkirken fra (Nasjonalbibliotekets fotoarkiv)
- Fotos af Stålekleivloftet (digitaltmuseum.no)
- "Åse Stålekleiv - «Dronninga i Eidsborg»", Kultur og tradisjon, Visit Telemark AS